# Bónus
Pour les articles homonymes, voir Bonus.
Bónus est une chaîne de supermarchés islandais appartenant à Hagar. Bónus possède 31 magasins en Islande et sept aux îles Féroé. Il suit le format sans fioritures d'heures limitées, de simples étagères et d'un réfrigérateur géant au lieu d'armoires de refroidissement.

## Histoire
Bónus a été créé par Jón Ásgeir Jóhannesson et son père, Jóhannes Jónsson, avec le premier magasin dans la rue Skútuvogur à Reykjavík en avril 1989. En quelques années seulement, la chaîne est devenue la plus grande chaîne de supermarchés d'Islande. En 1992, un autre supermarché islandais, Hagkaup, a acheté une participation de 50 %, et en 1993, Hagkaup et Bónus ont créé une société d'achat commune nommée Baugur. En 1994, la société a effectué son premier investissement aux îles Féroé.

## Galerie

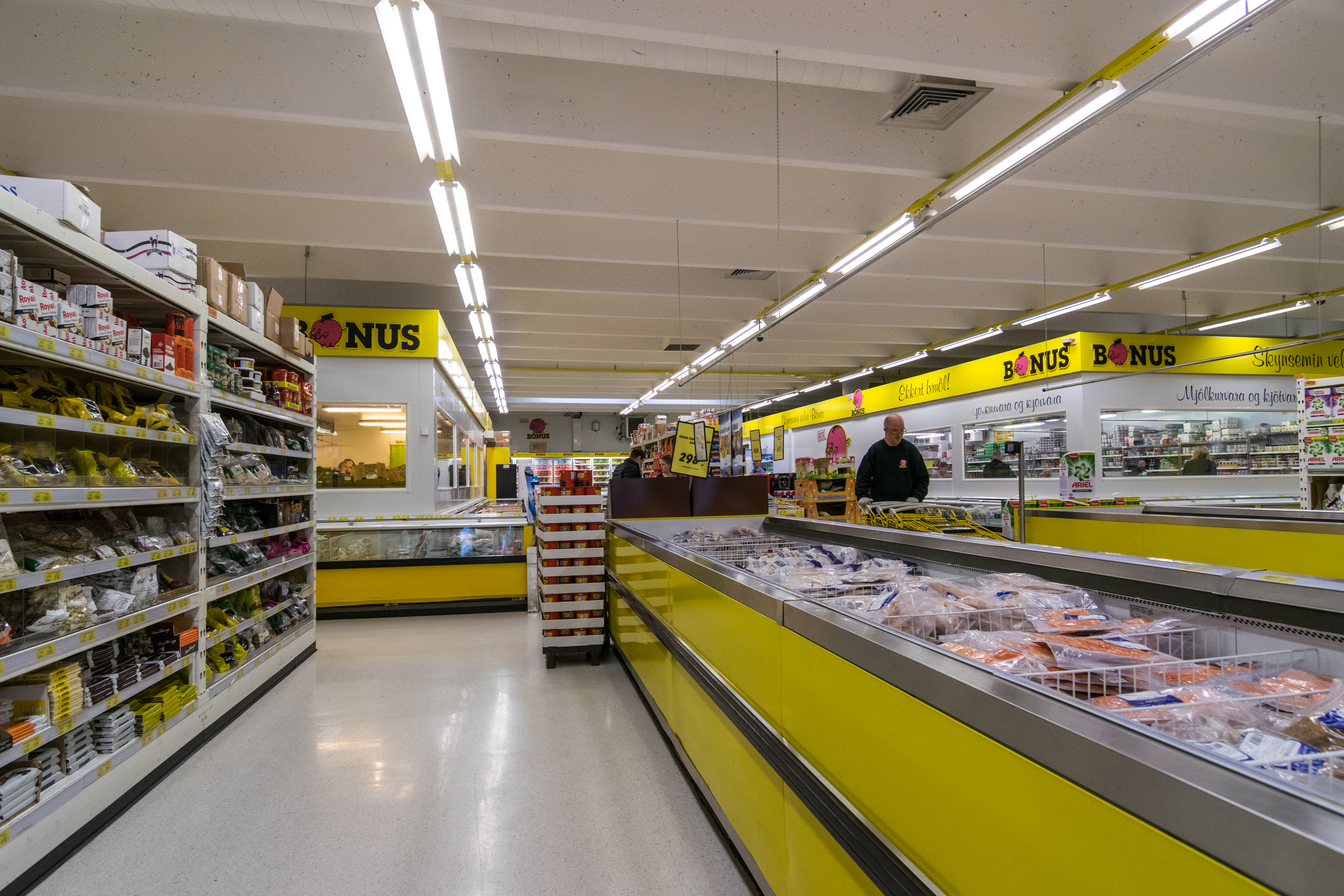
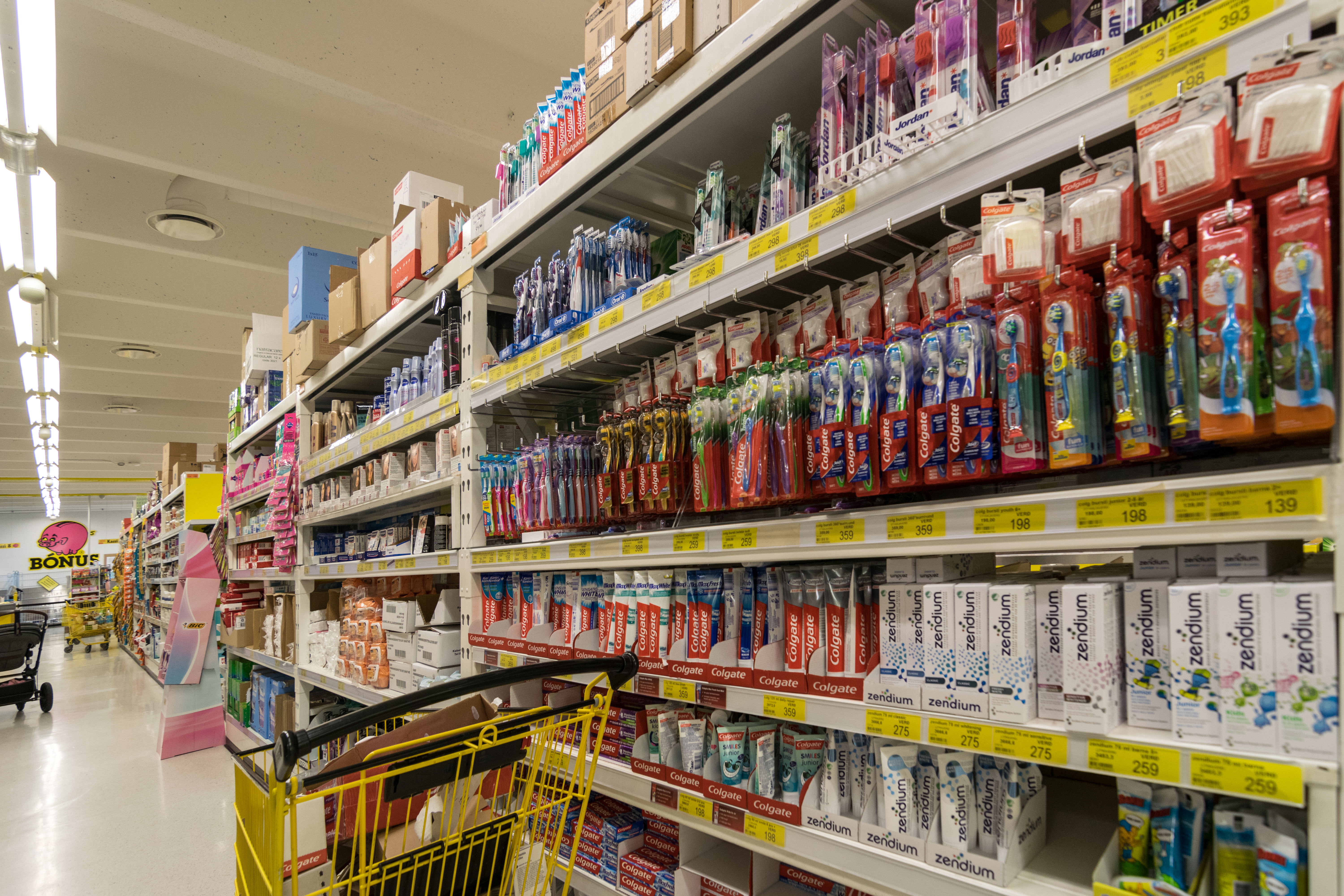
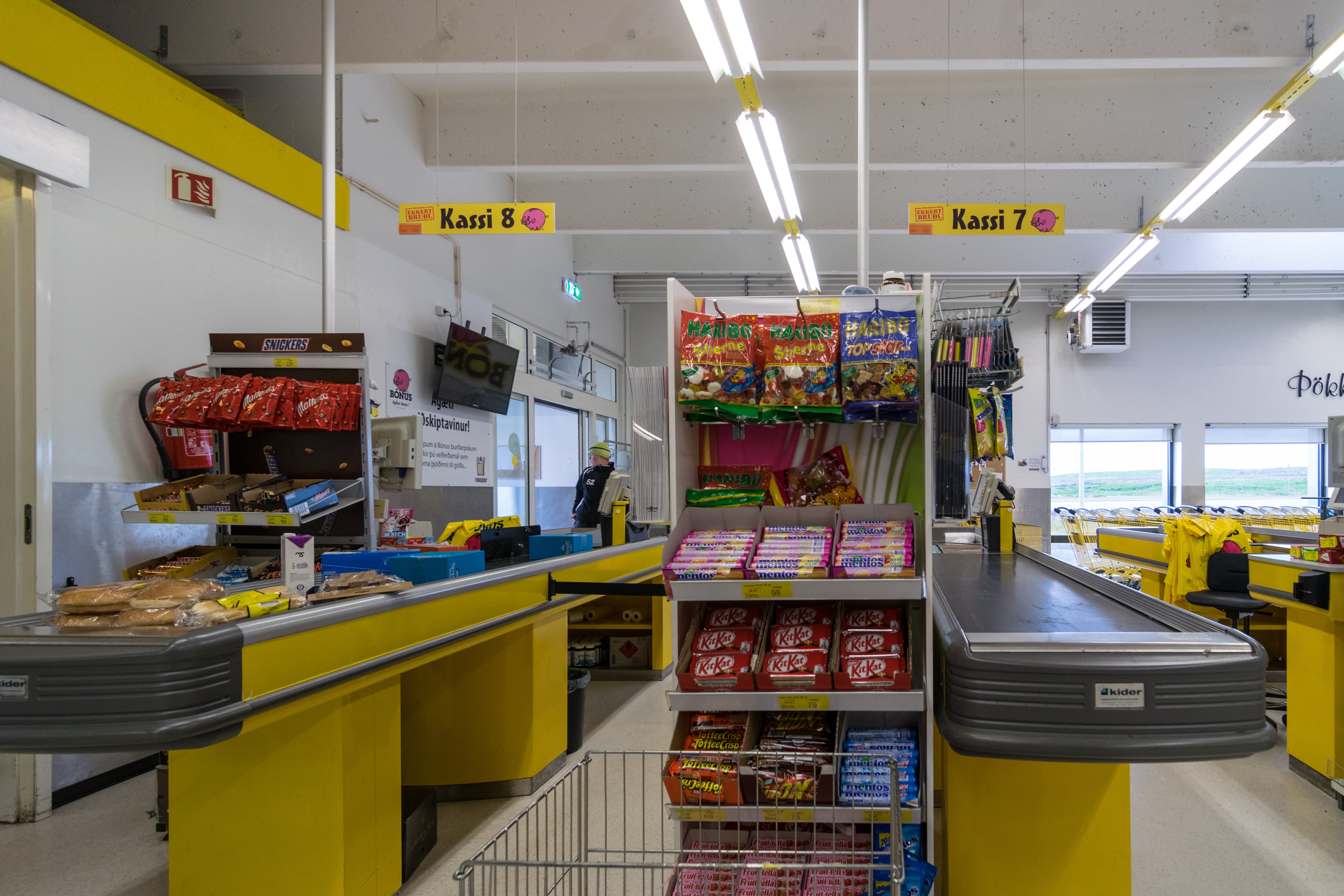